# Elko Justin
Elko Justin (Gabrijel Justin), slovenski slikar in grafik, * 8. april 1903, Ljubljana, † 3. december 1966, Grosuplje.

## Življenje in delo
Obiskoval je ljudsko šolo in 2. razred realke, prestopil na ljubljansko srednjo tehnično šolo, tam obiskoval kiparski in rezbarski oddelek pri prof. Repiču in slikarskega pri prof. Šantlu. Študiral je modeliranje, grafiko, lesorez in radiranje. S štipendijo pokrajinske uprave se je jeseni 1921 vpisal na dunajsko slikarsko akademijo, jo bil prisiljen skupaj z drugimi jugoslovanskimi študenti zapustiti in obiskovati namesto nje umetniško šolo pri Sv. Ani v prvem dunajskem okrožju. V letnem semestru je bil sprejet v 2. letnik dunajskega državnega grafičnega zavoda in tu študiral do leta 1923, slikarstvo v olju, akvarel, pastel, grafiko, radiranje, bakrorez in litografijo. Leta 1923 je z državno podporo potoval v Berlin, Dresden, München, po ukinitvi štipendije, januarja 1924 služboval kot ilustrator in slikar pri dnevniku Jutro, deloval pri Domovini in Življenju in svetu. Ilustriral je revije Mladi junak, Prerod, Program, Zdravje, Domači prijatelj. Naslikal je ovojni list Nove muzike, izdal in založil 10 razglednic, ilustriral Strniševe mladinske pesmi Dedek jež. Sodeloval na umetniških razstavah na Dunaju, v Ljubljani, Pragi, Lvovu, Plznu, Reki, Lizboni, Zagrebu, Novem Sadu, Osijeku in v Lodžu.
Bil je zbiratelj Prešernovih rokopisov. Njegova zapuščina je ohranjena v Rokopisnem oddelku NUK in vsebuje natančna poročila o pridobitvi raritet. Literarizirana poročila o fiktivnih najdbah Prešernovih rokopisov je objavljal v Jutru, skupaj s faksimili rokopisov, ki jih je izdelal sam.

## Dela
- Elko Justin: slikovno gradivo: Originalni lesorezi (1923) (COBISS)
- Ivo Pirkovič: Po sledovih rimske volkulje (1923) (COBISS)